# قائمة الكتب الأكثر مبيعا في نيويورك تايمز لعام 2025
تنشر صحيفة نيويورك تايمز الأمريكية يوميًا عدة قوائم أسبوعية تُصنّف الكتب الأكثر مبيعًا في الولايات المتحدة. تُقسّم هذه القوائم إلى ثلاث فئات رئيسية: الروايات، الكتب غير الروائية، وكتب الأطفال. وتُقسَّم كل من قائمتي الأدب القصصي وغير الروائي إلى عدة قوائم فرعية بناءً على نوع الإصدار أو الفئة المستهدفة.

## الروايات
تُصنّف القائمة التالية الكتب التي تصدّرت قائمة نيويورك تايمز للروايات الأكثر مبيعًا في الولايات المتحدة لعام 2025، ضمن فئة الإصدارات المطبوعة والإلكترونية المدمجة:
| تاريخ الإصدار | العنوان         | المؤلف         | الناشر              | المصدر |
| ------------- | --------------- | -------------- | ------------------- | ------ |
| 5 يناير       | جيمس            | بيرسيفال إيفرت | دابلداي             | [ 1 ]  |
| 12 يناير      | جيمس            | بيرسيفال إيفرت | دابلداي             | [ 2 ]  |
| 19 يناير      | جيمس            | بيرسيفال إيفرت | دابلداي             | [ 3 ]  |
| 26 يناير      | الجناح الرابع   | ريبيكا ياروس   | مكميلان للنشر       | [ 4 ]  |
| 2 فبراير      | الجناح الرابع   | ريبيكا ياروس   | مكميلان للنشر       | [ 5 ]  |
| 9 فبراير      | عاصفة أونيكس    | ريبيكا ياروس   | مكميلان للنشر       | [ 6 ]  |
| 16 فبراير     | عاصفة أونيكس    | ريبيكا ياروس   | مكميلان للنشر       | [ 7 ]  |
| 23 فبراير     | عاصفة أونيكس    | ريبيكا ياروس   | مكميلان للنشر       | [ 8 ]  |
| 2 مارس        | عاصفة أونيكس    | ريبيكا ياروس   | مكميلان للنشر       | [ 9 ]  |
| 9 مارس        | عاصفة أونيكس    | ريبيكا ياروس   | مكميلان للنشر       | [ 10 ] |
| 16 مارس       | جبل المعركة     | س. جاي بوكس    | أبناء ج. ب. بتنام   | [ 11 ] |
| 23 مارس       | عاصفة أونيكس    | ريبيكا ياروس   | مكميلان للنشر       | [ 12 ] |
| 30 مارس       | عاصفة أونيكس    | ريبيكا ياروس   | مكميلان للنشر       | [ 13 ] |
| 6 أبريل       | عاصفة أونيكس    | ريبيكا ياروس   | مكميلان للنشر       | [ 14 ] |
| 13 أبريل      | فريسة قاتلة     | جون ساندفورد   | أبناء ج. ب. بتنام   | [ 15 ] |
| 20 أبريل      | قل أنك ستتذكرني | آبي جيمينيز    | جراند سينترال للنشر | [ 16 ] |
| 27 أبريل      | إنشانتارا       | كايلي سميث     | جراند سينترال للنشر | [ 17 ] |
| 4 مايو        | الطلاق المثالي  | جينيفا روز     | دار بلاكستون للنشر  | [ 18 ] |

## الكتب غير الروائية
تُصنّف القائمة التالية الكتب التي تصدّرت قائمة نيويورك تايمز لأكثر الكتب غير الروائية مبيعًا في الولايات المتحدة لعام 2025، ضمن فئة الإصدارات المطبوعة والإلكترونية المدمجة:
| تاريخ الإصدار | العنوان                                    | المؤلف                        | الناشر                  | المصدر |
| ------------- | ------------------------------------------ | ----------------------------- | ----------------------- | ------ |
| 5 يناير       | سجلات طائر الفناء الخلفى                   | ايمي تان                      | ألفريد كنوبف            | [ 19 ] |
| 12 يناير      | سجلات طائر الفناء الخلفى                   | ايمي تان                      | ألفريد كنوبف            | [ 20 ] |
| 19 يناير      | الجيل القلق                                | جوناثان هايدت                 | دار (بنغوين قروب) للنشر | [ 21 ] |
| 26 يناير      | بيت أمي: سعي ابنة للحرية                   | شاري فرانك                    | Gallery Books           | [ 22 ] |
| 2 فبراير      | بيت أمي: سعي ابنة للحرية                   | شاري فرانك                    | Gallery Books           | [ 23 ] |
| 9 فبراير      | مرثية هيلبيلي: مذكرات عائلة وثقافة في أزمة | جيه دي فانس                   | Harper                  | [ 24 ] |
| 16 فبراير     | نداء صفارات الإنذار                        | كريس هايز                     | دار (بنغوين قروب) للنشر | [ 25 ] |
| 23 فبراير     | كود المصدر: بداياتي                        | بيل غيتس                      | ألفريد كنوبف            | [ 26 ] |
| 2 مارس        | البقاء على قيد الحياة: علم وفن طول العمر   | بيتر أتيّا وبل جيفورد          | Harmony                 | [ 27 ] |
| 9 مارس        | الجمهورية التكنولوجية                      | ألكسندر كارپ ونيكولاس زاميسكا | مجموعة كراون للنشر      | [ 28 ] |
| 16 مارس       | جسمك يتذكر كل شيء                          | بيسل فان دير كولك             | دار بنغون للنشر         | [ 29 ] |
| 23 مارس       | بيت أمي: سعي ابنة للحرية                   | شاري فرانك                    | Gallery Books           | [ 30 ] |
| 30 مارس       | الناس المهملين                             | سارة وين-ويليامز              | Flatiron Books          | [ 31 ] |
| 6 أبريل       | كل شيء هو مرض السل                         | جون غرين                      | Crash Course Books      | [ 32 ] |
| 13 أبريل      | كل شيء هو مرض السل                         | جون غرين                      | Crash Course Books      | [ 33 ] |
| 20 أبريل      | معركة                                      | جوناثان ألين وآيمي بارنز      | William Morrow          | [ 34 ] |
| 27 أبريل      | فهرنهايت-182                               | مارك هوپس ودان أوزي           | Dey Street Books        | [ 35 ] |
| 4 مايو        | وفرة                                       | عزرا كلاين وديريك تومسون      | Avid Reader Press       | [ 36 ] |